# Руяково
Руяково — деревня в Вытегорском районе Вологодской области.
Входит в состав Андомского сельского поселения, с точки зрения административно-территориального деления — в Андомский сельсовет.
Расстояние по автодороге до районного центра Вытегры — 35,5 км, до центра муниципального образования села Андомский Погост — 3,5 км.
По переписи 2002 года население — 9 человек.